# 曼特爾龍屬
曼特爾龍屬（學名：Mantellisaurus）是種最近被重新命名的一屬恐龍，原本被命名為阿瑟菲爾德禽龍（I. atherfieldensis）。

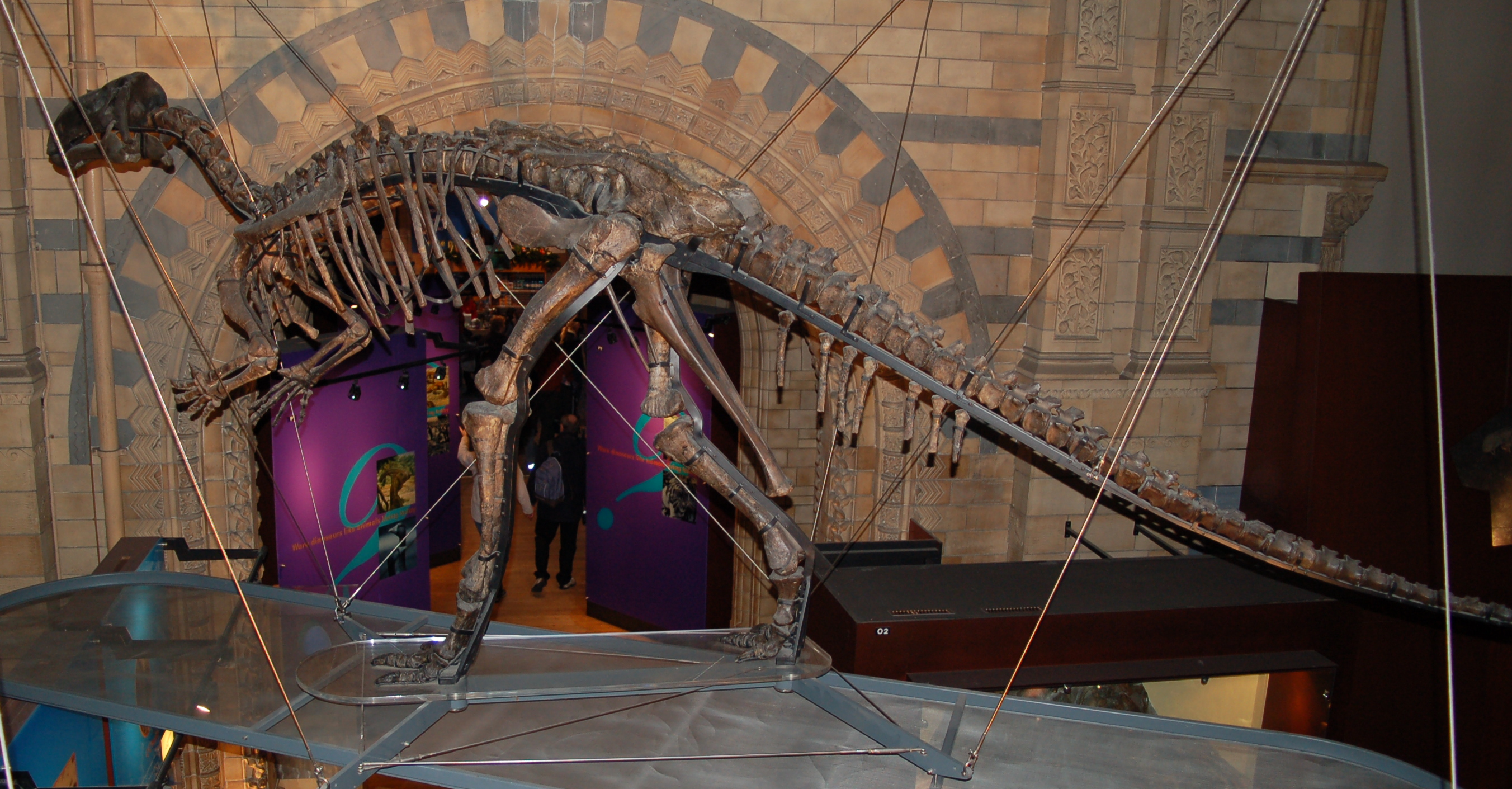
曼特爾龍的骨架模型，倫敦自然歷史博物館

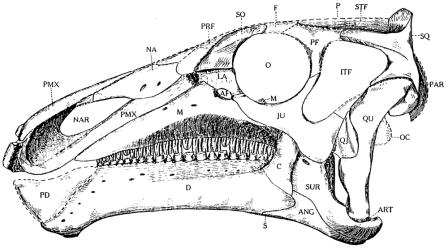
正模標本的最初描繪圖

曼特爾龍的化石最初是在1914年由雷金纳德·胡利（Reginald Hooley）發現於英格蘭南部，而到1917年有新聞報導。胡利最初將牠們命名為阿瑟菲爾德禽龍，是以化石發現地威特島西南岸的阿瑟菲爾德村為名。在2007年，格里高利·保羅建立曼特爾龍屬，是以發現禽龍的古生物學家吉迪恩·曼特爾為名。
根據保羅的說法，曼特爾龍的體型較禽龍小，與豪勇龍關係更接近。曼特爾龍生存於白堊紀早期的英格蘭，化石包含許多完整與幾乎完整的化石。
與阿瑟菲爾德禽龍相比，曼特爾龍的體型較小，體重估計值約0.75公噸。曼特爾龍的前肢比例較短，而前肢長度約是後肢的一半；與貝尼薩爾禽龍相比，曼特爾龍的後肢長度約是貝尼薩爾禽龍的約70%長。由於曼特爾龍的前肢較短，身體也較短，保羅推測曼特爾龍主要採取二足方式行走，只有在靜止時、緩慢行動時才會採取四足方式移動。
Heterosaurus、楔椎龍、威特島龍可能是曼特爾龍的異名。在2004年的書籍《The Dinosauria》第二版中，牠們過去曾是阿瑟菲爾德禽龍的異名。但保羅的2007年研究並沒有納入這些說法。其他的可能異名包含：道羅齒龍、前扁臀龍。

## 異名
- 阿瑟菲爾德禽龍 Iguanodon atherfieldensis Hooley, 1925
- ?短尾鯨龍 Cetiosaurus brachyurus Owen, 1842
- ?Heterosaurus neocombiensis Cornuel, 1850
- ?楔椎龍 Sphenospondylus gracilis Lydekker, 1888
- ?威特島龍 Vectisaurus valdensis Hulke, 1879

## 外部連結
- Dinosaur Mailing List entry which announces the new genus （页面存档备份，存于）